# Komatipoort
Komatipoort is een plaats in de Zuid-Afrikaanse provincie Mpumalanga.
Komatipoort telt ongeveer 4700 inwoners en is bekend als toeristische bestemming.
De stad raakte bekend van het Nkomati Akkoord dat Zuid-Afrika en Mozambique in 1984 hier sloten, waarbij Mozambique zou afzien van steun aan het ANC en Zuid-Afrika zou afzien van steun aan RENAMO.
In Komatipoort sluit de N4 aan op de Mozambikaanse snelweg EN4 (grenspost Ressano Garcia). De stad heeft hiermee een belangrijke doorvoerfunctie.

## Subplaatsen
Het nationaal instituut voor de statistiek, Stats SA, deelt sinds de census 2011 deze hoofdplaats in in zogenaamde subplaatsen (sub place), c.q. slechts één subplaats:
Komatipoort SP.